# 647
647 (DCXLVII) var ett normalår som började en måndag i den julianska kalendern.

## Händelser

### Okänt datum
- Det astronomiska observatoriet Cheomseongdae, uppförs i Silla.

## Födda
- Itzamnaaj B'alam II, kung av Yaxchilán.

## Avlidna
- Harshvardhan, indisk monark.
- Seondeok, regerande drottning i det koreanska kungadömet Silla
- Li Baiyao, kinesisk tjänsteman och historiker, som slutförde sammanställandet av Bei Qi-shu (en officiell historik över Norra Qi-dynastin) som hans far påbörjat.
- Æthelburh av Kent, drottning av Northumbria